# Il prodigioso Maurice e i suoi geniali roditori
Il prodigioso Maurice e i suoi geniali roditori (The Amazing Maurice and his Educated Rodents, 2001) è il 28° romanzo della serie del Mondo Disco di Terry Pratchett. È il primo libro ambientato nel Mondo Disco che sia diretto ai ragazzi. Il successivo è L'intrepida Tiffany e i Piccoli Uomini Liberi (The Wee Free Men) (2003). 

## Trama
Maurice è un gatto parlante. I suoi roditori sono una tribù di topi parlanti. Il ragazzo che li accompagna ha un piffero con sé (e siamo in un mondo dove esiste una gilda di pifferai magici). La ragazza che incontrano è molto previdente e si porta dietro di tutto, ma, soprattutto, ama le belle storie. E questa è per l'appunto una storia.

## Personaggi
- Maurice: gatto parlante, con un buon talento per l'organizzazione.
- I geniali topi:
  - Fagiolino: il più piccolo, gracile e debole di vista tra i topi, ma anche il più intelligente, in grado di resistere alla pressione mentale del "Re dei Topi"
- Keith: ragazzino senza arte né parte, non è un pifferaio magico, malgrado le apparenze; ma, appunto, secondo le apparenze è un pifferaio magico. In realtà sono i topi (e il gatto) che fanno tutto.
- Malicia: una ragazza in cerca di avventure.
- Il "Re dei Topi", detto "Ragno": un costrutto magico realizzato dalla Gilda degli Acchiappatopi. È un groviglio vivente di topi, dotato di una mente collettiva.

## Curiosità
Maurice viene citato per la prima volta nell'undicesimo libro della serie del Mondo Disco: Il tristo mietitore. Qui, in un dialogo tra alcuni maghi dell'Università Invisibile, si fa riferimento a come sia stato scoperto il suo ennesimo tentativo di truffa.
"Ha funzionato anche a Quirm e a Sto Lat. E l'avrebbe fatta franca anche a Pseudopolis se qualcuno non l'avesse riconosciuto. Il cosiddetto Maurice il Magnifico e i suoi Roditori Ammaestrati!"

## Edizioni
- Terry Pratchett, Il prodigioso Maurice e i suoi geniali roditori, traduzione di Maurizio Bartocci, Arnoldo Mondadori Editore, 2005,  p. 262, ISBN 88-04-54312-4.
- Terry Pratchett, Il prodigioso Maurice e i suoi geniali roditori, collana I Grandi del Fantastico, Arnoldo Mondadori Editore, 2003, ISBN 88-04-52301-8.